# Direction des grandes entreprises
Ne doit pas être confondu avec Direction générale des Entreprises.
La direction des grandes entreprises (DGE) est un service à compétence nationale dépendant de la direction générale des Finances publiques. Elle l'interlocuteur fiscal unique des sociétés dont le chiffre d'affaires ou le total de l'actif brut est au moins égal à 400 millions d'euros.

## Organisation
La DGE est subdivisée en plusieurs services :
- Secrétariat général ;

- Service de l’industrie ;
- Service de l'économie numérique ;
- Service de l'économie de proximité ;
- Service de la compétitivité, de l'innovation et du développement des entreprises ;
- Service de l'information stratégique et de la sécurité économiques.